# Діана Дамрау
Діана Дамрау (нім. Diana Damrau, нар. 31 травня 1971) — німецька оперна співачка (сопрано).

## Біографія
Дамрау народилася в 1971 році у Гюнцбурзі, Німеччина. Навчалася оперного співу в Університеті музики Вюрцбурга. Дебютувала на оперній сцені в Вюрцбурзі, в Національному театрі Мангайма і Франкфуртській опері. Потім виступала у Віденській державній опері, Метрополітен-опері, Ковент-Гардені, Баварській державній опері, на Зальцбурзькому фестивалі. Концертувала у багатьох країнах світу.

## Репертуар
- Моцарт «Чарівна флейта» (Цариця ночі, Паміна), «Викрадення із сералю» (Констанца), «Весілля Фігаро» (Сюзанна), «Асканіо в Альбі» (Фавн), «Заїда» (заголовна партія)
- Сальєрі «Визнана Європа» (Європа)
- Бетховен «Фіделіо» (Марцеліна)
- Доніцетті «Дон Паскуале» (Норіна), «Любовний напій» (Адіна), «Лючія ді Ламмермур» (заголовна партія), «Дочка полку» (Марі), «Лінда ді Шамуні» (заголовна партія)
- Белліні «Пуритани» (Ельвіра)
- Карл Марія фон Вебер «Чарівний стрілець» (Аннхен)
- Россіні «Севільський цирульник» (Розіна), «Граф Орі» (Адель)
- Альберт Лорцинг «Цар і тесля» (Марія)
- Верді «Ріголетто» (Джильда), «Бал-маскарад» (Оскар)
- Йоганн Штраус «Кажан» (Адель)
- Легар Франц «Весела вдова» (Валансьенна)
- Жак Оффенбах «Казки Гофмана» (Олімпія)
- Енгельберт Гумпердінк «Гензель і Гретель» (Гретель)
- Ріхард Штраус «Аріадна на Наксосі» (Зербінетта), «Кавалер троянди» (Софі), «Арабелла» (Зденка), «Елена Єгипетська» (Аітра), «Мовчазна жінка» (Аминта)
- Фредерік Лоу «Моя прекрасна леді» (Еліза)
- Фрідріх Церха «Велетень з Штайнфельда» (Маленька жінка)
- Лорін Маазель «1984» (Тренер з гімнастики, Підхмелена жінка)

Також виконує ораторії і пісні Баха, Генделя, Моцарта, Вінченцо Рігіна, Бетховена, Роберта і Клари Шуман, Мейєрбера, Брамса, Форе, Малера, Ріхарда Штрауса, Цемлінського, Дебюссі, Орфа, Барбера.

## Визнання
- Молода співачка року, за версією журналу Opernwelt (1999)
- Зірка року, за версією популярної мюнхенської газети Abendzeitung (2004)
- Роза року, за оцінкою мюнхенської газети Tageszeitung (2005)
- Каммерзенгерин Баварії (2007)
- Співачка року, за версією журналу Opernwelt (2008)
- Премія Німецької критики грамзаписів (2008).
- Баварський орден Максиміліана «За досягнення в науці та мистецтві» (2010)
- Премія ЕХО Klassik за альбом Poesie (2011)
- Лауреат премії International Opera Awards 2014 року[1].